# Simulium dinellii
Simulium dinellii es una especie de insecto del género Simulium, familia Simuliidae, orden Diptera.
Fue descrita científicamente por Joan, 1912.